# Alessandro Volpi
Alessandro Volpi (Massa, 4 dicembre 1963) è uno storico e politico italiano, sindaco di Massa dal 2013 al 2018.

## Biografia
Nato e cresciuto a Massa, Volpi si è laureato in scienze politiche presso l'Università di Pisa, per poi continuare gli studi presso la Fondazione "Luigi Einaudi" di Torino. Dopo aver conseguito il titolo di dottorato di ricerca in Storia contemporanea, ottiene la cattedra di docente nella Facoltà di Scienze Politiche all'Università di Pisa. Nello stesso periodo collabora anche con il giornale Il Tirreno.
Nel 2008 viene nominato dal neo-sindaco Roberto Pucci come assessore al bilancio, alle finanze e al patrimonio del Comune di Massa. Inoltre, in quello stesso periodo, assume anche il ruolo di Presidente dei corsi di laurea di scienze politiche e relazioni internazionali dell'ateneo pisano.
Nel 2013 si candida a sindaco di Massa in vista delle elezioni amministrative a sostegno di una coalizione di centro-sinistra, dopo il ritiro di Pucci dalla ricandidatura. Alle elezioni del 26 maggio, Volpi viene eletto al primo turno con il 54,17% delle preferenze e si insedia ufficialmente nelle vesti di sindaco il 29 maggio successivo.
Si ricandida nella primavera 2018 per un secondo mandato in vista delle elezioni comunali, ma viene sconfitto al ballottaggio del 24 giugno dallo sfidante di centro-destra Francesco Persiani. Torna così a svolgere a tempo pieno l'attività di docente universitario.

## Opere
- Breve storia del mercato finanziario italiano, Roma, Carocci, 2004.
- Commercio e circolazione delle idee, Pisa, Pacini, 2008.
- La fine della globalizzazione?, Pisa, Bfs, 2007.
- Mappamondo postglobale, Milano, Terre di mezzo, 2008.
- Una crisi tante crisi, Pisa, Pacini, 2009.
- Dizionario della crisi per ignoranti colti, Transeuropa, 2010.
- Fare gli italiani, a loro insaputa. Musica e politica dal Risorgimento al Sessantotto, Pacini Editore Srl, Pisa, 2017[4]
- Parole Ribelli, Storia di una frattura generazionale. Pisa, Pisa University Press, 2019.
- Una singolare militanza. Luigi Russo «comunista liberale» attraverso le sue corrispondenze, Pisa, Pisa University Press, 2021.
- Storia del debito pubblico in Italia. Dall'Unità a oggi, con Leonida Tedoldi, Laterza Editore, 2021.
- 1980 una lunga estate italiana. La musica che ha cambiato il consumo della politica, Pisa, Pisa University Press, 2022.
- Crisi energetica: le ragioni di un'emergenza, Viareggio, La Vela, 2022.
- I Padroni del mondo. Come i fondi finanziari stanno distruggendo il mercato e la democrazia, Roma-Bari, Laterza, 2024.